# 土壌層位

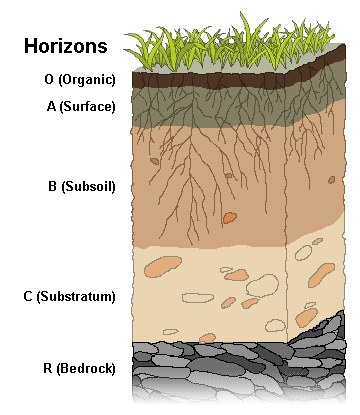
土壌断面には外観が異なるいくつもの層（土層、Horizons）が観察される。同種の土層が重なったものを土壌層位という。主要な土壌層位は5種類ある；O層（表土）、A層（作土）、B層（下層土、心土）、C層（基層）、R層（岩石層）。最も多くの場合、土壌にはA層、B層、C層の3つがある。その3つに加えてO層を持つ土壌も多く存在する。土壌層位には主要な5種類以外に例えばE層があり、これは無機塩類が溶脱により失われている土壌である。

土壌層位（どじょうそうい、英語：Soil horizon）とは、一般的に畑や森などの土壌は一様ではなく、いくつかの土壌の層が水平に積み重なった形になっている。通常、土壌はその性質から3つまたは4つの層から成り立っている。
この層位の分類や特徴の解析は、「USDA（米国農務省）土壌タクソノミー」もしくは「Australian Soil Classification」等による高いレベルの分類が最初のステップである。「World Reference Base for Soil Resources」では40種類の分類分けが存在する。土壌研究者は、ソイルピットと呼ばれる深い大きな穴を掘り、研究対象の土壌の分類分けを行う。

## 層位
土壌は、一般的に上から下に向かって次のようにまとめ視覚的に分類できる。

### O層位
この層位は通常鉱質土壌の上に作られ、有機土壌断面を形成する。Oは有機物（organic matter）の事である。この層位は植物や動物の死骸や排泄物の分解物由来物質が多くを占める地表面層である。この層は、一般的に草原では形成されず森林地域で発生し、通常「林床」と呼ばれている。このO層位は風化鉱物粒子を含まない。その有機物の分解度合で、さらに細かい分類が行われる。

### P層位
この層位は、O層位が形成される地形の中でも水気が多い地形で形成される「泥炭」（peats）の層位である。

### A層位
多くの場合、「表土」と言われる鉱物層位で暗色である。この層位は腐植有機物を含み、生物学的活性が発生する層として知られている。この層では、ミミズや真菌、節足動物、植物の根などが多く存在する。したがってA層位はbiomantleと呼ばれる。しかしながら、生物学的活性はさらに深い土壌へ伸びるので、この層位だけの際立った特徴として見なすことはできない。

### E層位
"E"はeluviated（溶脱）の略である。著しく粘土、鉄、アルミニウム酸化物が溶脱し、砂やシルトサイズの溶出しづらい石英などの層位である。A層位とB層位の間に形成され、上下の層より色が淡い色になる。一般的に森林の土壌でみられるが、草原などでも稀に生成される。E層位の分類が無い分類法では、特徴に応じてAもしくはB層位に含まれる。礫が多い地形では、動物的な攪乱（Bioturbation）によって、E層位周辺にstonelayerが形成される。これらの層は「Solum（土壌体）」と言われる。

### B層位
一般に「下層土」と呼ばれる。O・A・E層の下に位置し、上の層までで土壌の変化は十分に行われて、下層土からは元の母材の特徴がみられる。湿気の多い地域では、ケイ酸塩粘土、鉄（Fe）およびアルミニウム（Al）酸化物、有機材料など物質がもっとも集積（illuviation）される層である。したがって、この層は「集積層（illuviated horizon）」もしくは「蓄積帯（zone of accumulation）」とも呼ばれる。

### C層位
C層位（母材）はB層位よりも下に位置し、上からの土壌形成プロセスに影響されず、土壌学的な発展はなくA層とB層などの土壌体とは関係性は薄い。しかしながら、乾燥地域では、炭酸塩および石膏はC層に濃縮される。また、C層はA層とB層の元となった風化して崩れた岩などの成分がみられる。

### R層位
土壌断面の基部に存在する風化岩盤の層である。この層は手で掘り返すことができない強固な硬さの岩の層である。この層は上記の層の成分と近い成分を示す。

### L層位
L（Limnic、淡水湖沼）層位は、湖に沈殿した鉱物や水生生物由来の有機物の層である。堆積岩泥炭、珪藻土、および泥灰で形成され、過去に水の底であった事を示す。

## 下位区別
より詳しい分類わけの為に、上記分類に追加した記号を加え（例として、Ap、Bt、Oi…など)、詳細に分類わけがされることがある。